# Kaplica w Dolinie Rzeki Wałszy
Kaplica Narodzenia, też kaplica Matki Bożej, kaplica przy cudownym źródle” w Dolinie Rzeki Wałszy – kaplica znajdująca się w parku krajobrazowym Dolina Rzeki Wałszy w odległości ok. 3 km od Pieniężna w dół rzeki na lewym jej brzegu. Kaplica została ufundowana w 1826, opiekują się nią księża werbiści z pobliskiego klasztoru.

## Historia kaplicy
Kaplica swoje powstanie oraz nazwę „przy cudownym źródle” zawdzięcza się znajdującemu przy niej źródłu siarczano-żelazistym, o którym podanie głosi:

Dawno, dawno temu w czasie pożogi wojennej, gdy mieszkańcy Pieniężna w ucieczce szukali obrony przed nadciągającym wrogiem, kilku chorych, którzy nie mogli ratować się ucieczką w dalsze okolice, schroniło się w dolinie rzeki Wałszy w pobliżu dzisiejszej kapliczki. Żywili się leśną roślinnością i popijali wodą ze źródła. Ku ogromnemu swemu zdziwieniu, pomimo że znajdowali się w bardzo niekorzystnych warunkach po paru dniach wrócili do zdrowia. Szybkie swe uzdrowienie przypisywali cudownym właściwościom źródła. Ludzie wierząc w cudowną moc źródła odbywali do niego liczne pielgrzymki, np.: po uroczystościach odpustowych w kościele św. Jakuba wierni udawali się tłumnie do kapliczki, by napić się cudownej wody i przemyć nią oczy.

{{Cytat}} Brakujące pola: treść. Przestarzałe pola: 2.
Kaplica poświęcona Matce Bożej została zbudowana w sąsiedztwie cudownego źródełka przy rzece Wałsza w 1826 roku. Kaplicę ufundowała wdowa po pieniężeńskim piekarzu o nazwisku Germann. Pierwotnie nad wejściem do świątyni na frontonie znajdował się napis Erbaut von Witwe Germann (czyli Wzniesiona przez wdowę Germann), który oznaczał, że kaplica była przykładem fundacji świecko-prywatnej. Pierwsza bryła budowli była w stylu klasycystycznym. Kaplicą opiekowała się najpierw sama fundatorka, a potem krewny Germanów piekarz Mueller, który posiadał klucze do świątyni oraz zbierał ofiary, które następnie były składne do umieszczonej w kaplicy skarbony. Pieniądze te były przeznaczane na cele dobroczynne. W tym czasie kaplica znajdowała się w bardzo dobrym stanie. Około 1910 roku, zgodnie z zarządzeniem biskupa Andreasa Thiela, opiekunem kaplicy został pieniężeński dziekan. Miał on obowiązek dbania o stan wewnętrzny i zewnętrzny kaplicy oraz o jej otoczenie. On również przejął nadzór nad zbieranymi w kaplicy ofiarami. Za nierozchodowane nadwyżki pieniężne dziekan pieniężeński zobowiązany był do odprawiania mszy św. W 1938 roku kaplica była ozdobiona obrazem przedstawiającym narodziny Chrystusa. Ponadto znajdowały się w niej dwie inne figury. Centralne miejsce w kaplicy zajmowała jednak figura Matki Bożej Niepokalanej, której głowę wieńczyła korona z gwiazd, a pod jej stopami znajdował się księżyc i kula ziemska. Figurę wyrzeźbił pewien chłop z terenu parafii pieniężeńskiej. Jako model dla rzeźby Matki Bożej służyła pewna pieniężeńska dziewczyna. Współczesny wygląd obiektu znacznie różni się od przedwojennego. Kaplica otrzymała jednolite płaskie tynki zewnętrzne, czym zniszczono jej pierwotną boniowaną elewację. Wewnątrz z elementów dawnego wyposażenia pozostała tylko mensa ołtarzowa. Na tylnej ścianie kaplicy wisi, w formie mozaiki, współczesna kopia obrazu Narodzin. 
Kaplica była opiewana przez takich poetów warmińskich jak Theodor Bornowski (1829–1892) oraz Julius Pohl (1830–1909). Jej umiejscowienie na szlaku turystycznym Doliny Rzeki Wałszy czyni ją częstym celem turystycznych odwiedzin. Pozbawiona stałego nadzoru kaplica w lesie jest narażona na dewastacje i profanację. 17 kwietnia 2004 roku trzech ojców werbistów zastało kaplicę w stanie znacznego zdewastowania: zerwane zostały rynny, wybito okna, wyłamano drzwi. W środku porozbijano doniczki, rozdarto obraz oraz rozbita została 70-centymetrowa figura Chrystusa.
Współcześnie (rok 2020) w stanie użytkowym, sporadycznie są w niej odprawiane msze święte.
Do niedawna do kaplicy prowadziły dwie drogi, jedna od strony klasztoru, a druga trzykilometrowym szlakiem od strony miasta. Po zawaleniu się mostku na Wałszy przy kaplicy (zdjęcie poniżej) dojście do kaplicy możliwe jest tylko wzdłuż lewego brzegu rzeki – najbliższy mostek pieszy położony jest ok. 1 km w górę rzeki. Dojście do kaplicy prowadzi przygotowanym szlakiem, po opadach deszczu strome podejścia wymagają pewnego wysiłku.